# Börje socken
Börje socken i Uppland ingick i Ulleråkers härad, ingår sedan 1971 i Uppsala kommun och motsvarar från 2016 Börje distrikt.
Socknens areal är 47,07 kvadratkilometer varav 46,81 land. År 2000 fanns här 928 invånare.  Byarna Brunnby och Ekeby samt kyrkbyn Tiby med sockenkyrkan Börje kyrka ligger i socknen.   

## Administrativ historik
Börje socken har medeltida ursprung.
Vid kommunreformen 1862 övergick socknens ansvar för de kyrkliga frågorna till Börje församling och för de borgerliga frågorna bildades Börje landskommun. Landskommunen uppgick 1952 i Bälinge landskommun som 1971 uppgick i Uppsala kommun. Församlingen uppgick 2010 i Bälingebygdens församling.
1 januari 2016 inrättades distriktet Börje, med samma omfattning som församlingen hade 1999/2000.  
Socknen har tillhört län, fögderier, tingslag och domsagor enligt vad som beskrivs i artikeln Ulleråkers härad. De indelta soldaterna tillhörde Upplands regemente, Uppsala kompani och Livregementets dragonkår, Norra Upplands och Uppsala skvadron.

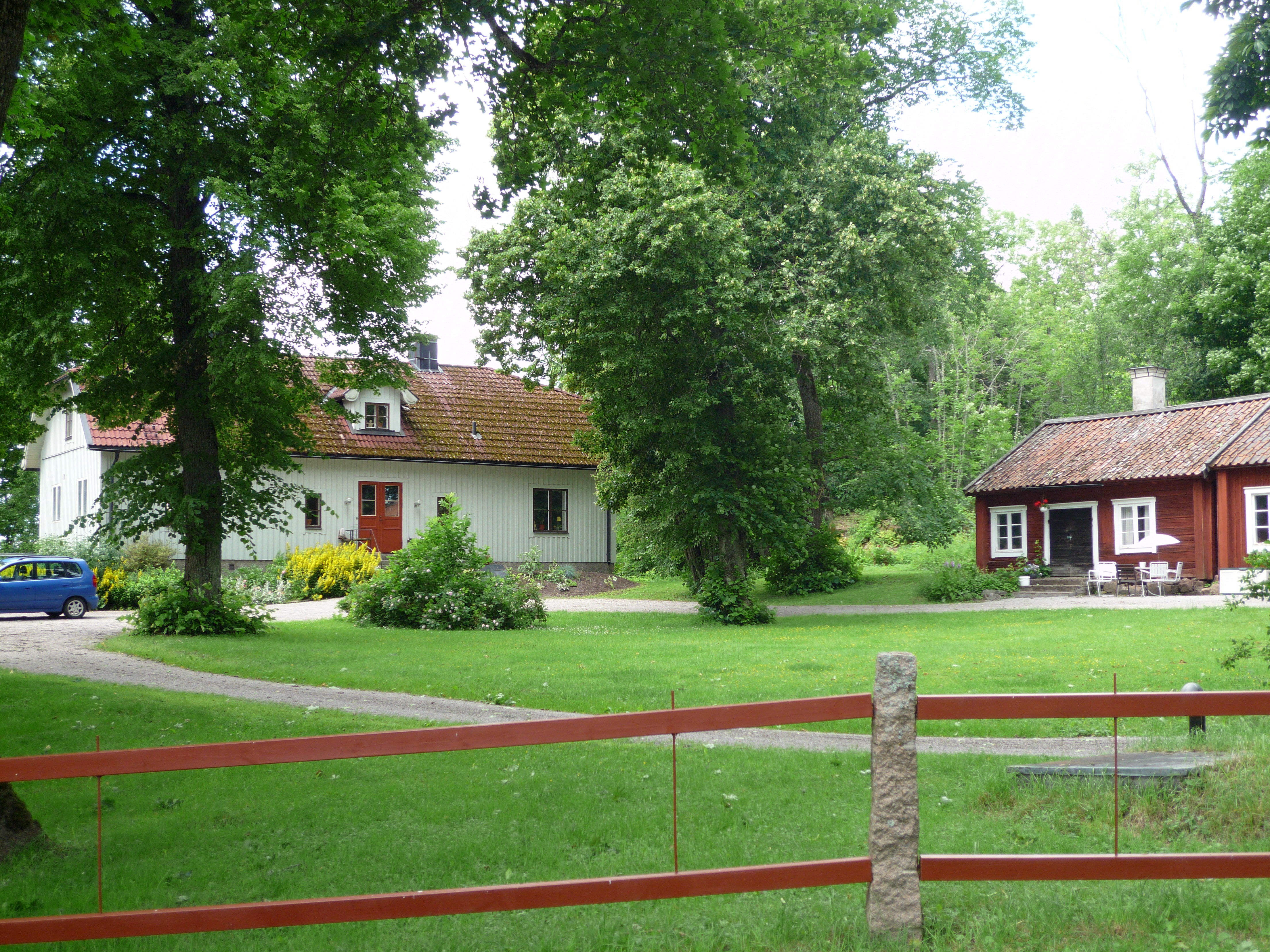
Börje prästgård

## Geografi
Börje socken ligger väster och nordväst om Uppsala med Fyrisån i öster och Jumkilsån i nordost. Socknen har slättbygd i anslutning till Uppsalaslätten i öster och nordost och är i övrigt en småkuperad skogsbygd med inslag av odlingsbygd.
De byar och gårdar som existerat sedan 1500-talet eller längre i Börje socken är Alsta, Altuna, Broby, Brunnby, Bösslinge, Ekeby, Gränby, Gäsmesta, Hässelby, Klinta, Klista, Kättinge, Mångsbo, Nyby, Romsbo, Skäggesta, Ströby, Ströja, Tiby, Åkerby, Ängeby.

## Fornlämningar
Från bronsåldern finns 370 skärvstenshögar. Från järnåldern finns 60 gravfält.  Tre runristningar är funna.

## Namnet
Namnet skrevs 1291 Birium och har en möjlig tolkning plural av bor, 'passage mellan eller utmed vatten' här 'höjd mellan vatten'.